# グレッグ・リドリー
グレッグ・リドリー（Greg Ridley、1947年10月23日 - 2003年11月19日）は、イングランドのロック・ベーシスト。スプーキー・トゥースおよびハンブル・パイのメンバーとして知られる。

## 来歴
カーライル生まれ。音楽活動を始めたばかりの頃は「Dino and the Danubes」というローカル・バンドに参加しており、その後、学友のマイク・ハリソン（後にスプーキー・トゥースで共に活動する）と共に「The Ramrods」というバンドを結成した。そして、リドリーとハリスンは1960年代中期、ルーサー・グロヴナー率いる「The V.I.P.'s」に加入してCBSやアイランドといったレーベルからシングルをリリースした。
その後「The V.I.P.'s」は「アート」と改名し、1967年にアルバム『Supernatural Fairy Tales』を発表するが、アイランドのプロデューサーであるクリス・ブラックウェルの案によりアメリカ人ミュージシャンのゲイリー・ライトが迎えられ、最終的には「スプーキー・トゥース」と再改名した。リドリーはスプーキー・トゥースの初期2作のアルバムに参加するが、1968年末にスモール・フェイセスのオープニングアクトを務めた際、当時スモール・フェイセスのメンバーだったスティーヴ・マリオットから新バンド結成のプランを打診され、1969年にはスプーキー・トゥースを脱退してハンブル・パイの創設に参加した。ハンブル・パイには1975年の解散まで在籍。なお、解散直前にリリースされたアルバム『ストリート・ラッツ』では、5曲でリード・ボーカル（うち1曲はマリオットとのツイン・ボーカル）も兼任している。
ハンブル・パイ解散後には、リドリーが10曲中5曲に参加したマリオットのソロ・アルバム『マリオット』（1976年）がリリースされた。また、クレム・クレムソンおよびコージー・パウエルと共に「Strange Brew」を結成したり、マイク・パトゥとオリー・ハルソールが結成した「ボクサー」のライブに参加したこともあったが、最終的には音楽業界を引退してスペインへ移住。1980年代初頭にハンブル・パイが再結成された際には、リドリーは参加せずアンソニー・ジョーンズがベーシストを務めた。
1990年代後半、スプーキー・トゥースはゲイリー・ライトを除くオリジナル・メンバー4人で再結成され、1999年にはアルバム『Cross Purpose』がリリースされた。また、スティーヴ・マリオットの没後10周年に当たる2001年にはロンドンでハンブル・パイの再結成コンサートに参加し、2002年にはリドリー、グレッグ・シャーリー、ボビー・テンチ、デイヴ・コルウェルというラインナップでハンブル・パイ名義のアルバム『バック・オン・トラック』を発表した。晩年には、ジェフ・ブリトン（元ウイングス）率いる「Costa Blanca」にも参加している。
2003年11月19日、スペインのハベアにおいて56歳で死去。

## ディスコグラフィ

### アート
- Supernatural Fairy Tales（1967年）

### スプーキー・トゥース
- 『イッツ・オール・アバウト』 - It's All About（1968年）
- 『スプーキー・トゥー』 - Spooky Two（1969年）
- Cross Purpose（1999年）

### ハンブル・パイ
- 『アズ・セイフ・アズ・イエスタデイ・イズ』 - As Safe As Yesterday Is（1969年）
- 『タウン・アンド・カントリー』 - Town and Country（1969年）
- 『大地と海の歌』 - Humble Pie（1970年）
- 『ロック・オン』 - Rock On（1971年）
- 『パフォーマンス〜ロッキン・ザ・フィルモア』 - Performance Rockin' the Fillmore（1971年、ライブ）
- 『スモーキン』 - Smokin'（1972年）
- 『イート・イット』 - Eat It（1973年）
- 『サンダーボックス』 - Thunderbox（1974年）
- 『ストリート・ラッツ』 - Street Rats（1975年）
- 『ライヴ・イン・コンサート』 - Humble Pie in Concert（1996年、ライブ）※1973年5月6日録音
- 『バック・オン・トラック』 - Back on Track（2002年）

### スティーヴ・マリオット
- 『マリオット』 - Marriott（1976年）